# Oravikum

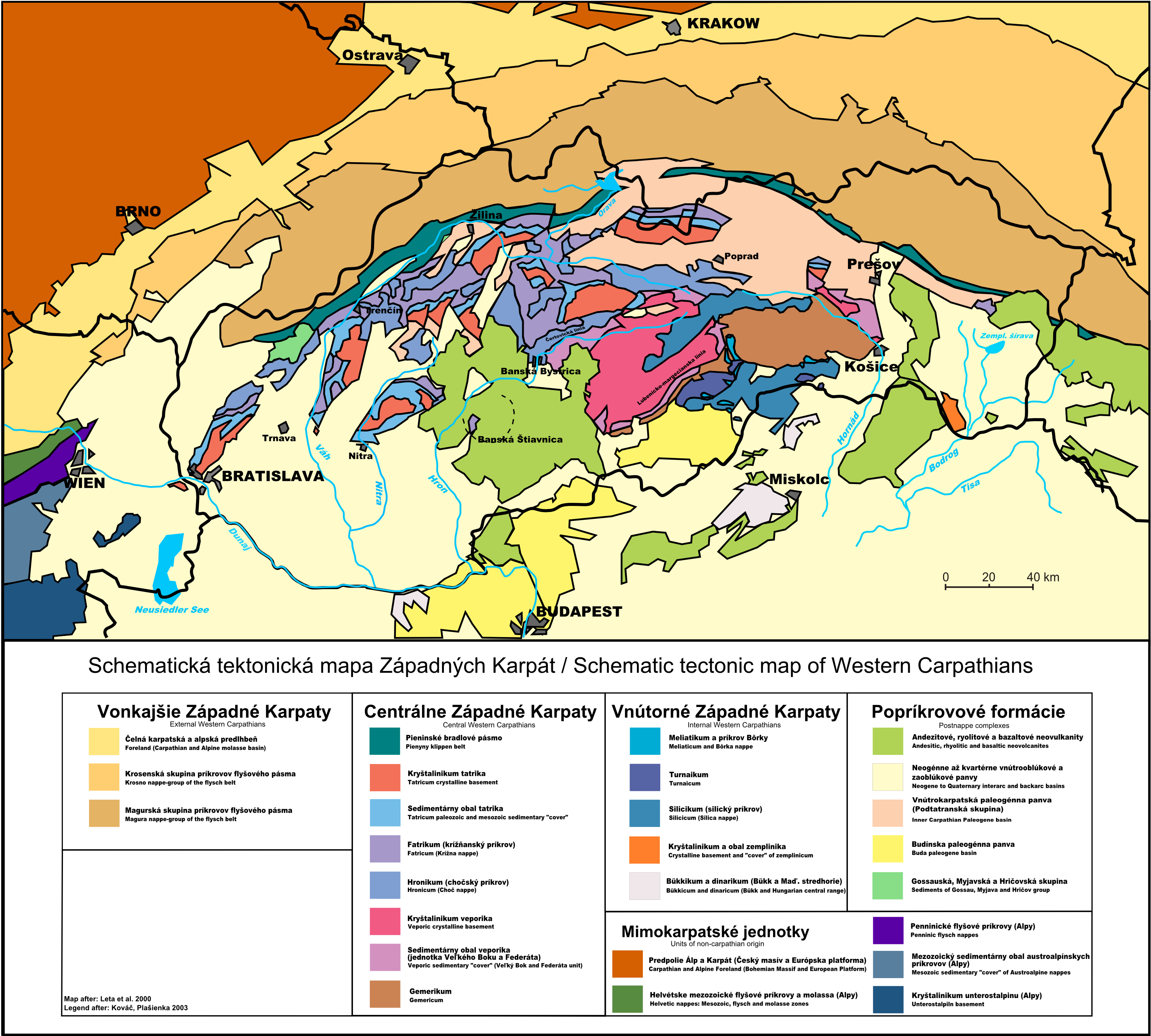
Tektonická mapa Západních Karpat

Oravikum, někdy též pieninikum, je označení klasických stavebních jednotek bradlového pásma, tvořených zejména mělkovodní čorštynskou, hlubokovodní kysuckou a přechodnými jednotkami mezi nimi (niedzická, pruská, čertežická, pieninská, oravská, nižňanská, streženická, jednotka fodorky/jednotka grajcarka), případně jejich původního sedimentačního prostoru, nacházejícího se na předpokládané Czorsztynské elevace, intraoceanickém hřbetu, který odděloval předpokládaný Váhický oceán na jihu od Valaiského oceánu na severu. Oravikum je pokládáno za geometrické pokračování penninické Briançonnaiské zóny.
Oravické jednotky tvoří hlavně jurské a křídové, především karbonátové usazené horniny. Jejich souvrství bylo později, na rozhraní křídy a paleogénu, odloučeno od svého podloží a následně během třetihor prošlo vícenásobnou křehkou deformací, vrásněním a transpresí. Dnes proto tvoří zónu s komplikovanou bradlovou stavbou.
Název oravikum, byl odvozen od oblasti Oravy, definoval jej Michal Maheľ ve svých pracích v průběhu let 1983 až 1986. Používané synonymum pieninikum nebo starší pieninské pásmo Maheľ navrhl nepoužívat, pro velkou podobnost a možnost záměny s alpským termínem penninikum.

## Stavba
Oravikum tvoří jednotky, které se usazovaly na jižním svahu Czorsztynské elevace. Na základě jejich faciální analýzy lze konstatovat, že od czorsztynské jednotky postupně přecházely do hlubokovodní kysucké jednotky. Tento přechod tvoří řada přechodných jednotek, které však nejsou na rozdíl od dvou předešlých rozšířeny po celé délce bradlového pásma. Mezi jednotky oravika patří:
- Czorsztynská jednotka
- niedzická jednotka
- pruská jednotka
- čertežická jednotka
- pieninská jednotka
- oravská jednotka
- streženická jednotka
- jednotka fodorky, označovaná též jako „jednotka grajcarka“
- kysucká jednotka

## Vznik a vývoj
Oravikum během triasu původně tvořilo jižní část šelfu Evropské platformy, na západě laterálně navazující na centrálněkarpatské jednotky. Ve spodní juře (lias) došlo v celé tethydě v důsledku rozpínání kůry k rozčlenění a vzniku poklesávajících pánví a vyvýšenin (kordilier). Ztenčená kůra v prohlubující se kysucké pánvi se koncem bajoku rozpadla a došlo k vzniku Váhického oceánu.. Následně byla vyzdvižena Czorsztynská elevace, což mělo za následek změnu sedimentace v oravických jednotkách. V Czorsztynské jednotce došlo ke změně z hlubokovodní hemipelagické na mělkovodní (krinoidové vápence), s neptunickými dajkami a hojným skluzovým materiálem. Na některých místech dokonce se známkami krasovatění, což může být známkou výzdvihu nad mořskou hladinu. Usazování mělkovodních facií pokračovalo až do začátku křídy. 
Czorsztynská elevace od beriasu až po valangin (walentowská fáze), rozdělovala penninický prostor Západních Karpat na nově se tvořící magurskou pánev na severu a jižní kysuckou pánev. Od hoterivu po apt nastalo v nejmělčích oravických jednotkách přerušení sedimentace, které je vysvětlováno jako opětovné vynoření hřbetu nad mořskou hladinu. Ve svrchní křídě (senon) začala subdukce Váhického oceánu (selecká fáze), která trvala až do paleocénu. Na jejím konci došlo k srážce čelních částí tatrika s oravikem  (jarmutská nebo laramská fáze). Oravikum začalo též subdukovat, přičemž však došlo k odtržení souvrství usazených hornin, většinou na bázi střední a mladší jury. Vznikla tak prvotní příkrovová stavba, kterou později zničily další horotvorné pohyby. V miocénu, při uzavírání Valaiského oceánu, blok Centrálních Západních Karpat rotoval, což mělo za následek vzájemný podélný pohyb tatrika, oravika a flyšového pásma (beskydika). Došlo k četným zpětným násunům a v miocénu k oddělení pevnějších vápencových bloků, které tak vytvořily charakteristický bradlový styl, přirovnávaný k „hrozinkám v koláči“.